# Grigio asparago
A destra è mostrato il colore grigio asparago.
Il grigio-asparago, anche chiamato grigio-verde è un  misto fra il colore grigio ed il colore asparago.